# Тимариот
Тимариот (или носилац тимара; tımarlı на турском) је било име дато сипахијском коњанику у османској војсци. У замену за услугу, сваки тимариот добија парцелу прихода звану тимар, феуд, која је обично недавно освојена парцела пољопривредног земљишта на селу. Много ређе, султан би државном службенику или члану царске породице доделио тимар. И невојни власници тимара били су дужни да царску војску снабдевају војницима и намирницама.
Током мира, очекивало се да ће тимариоти управљати земљом која им је дата. Сваки тимариот није поседовао додељену земљу. Сва пољопривредна земљишта у Царству која су се сматрала државним власништвом и могла су се доделити као тимари. Тимариоти су се могли уклонити и пренети кад султан сматра да је то потребно.
Када су Османлије освојиле нову територију, била је уобичајена пракса да се тимари додељују локалној аристократији освојених земаља. Османлије су кооптирале локално племство и олакшале освајачки терет. Прва група тимара на Балкану имала је снажну хришћанску већину (60 одсто у Србији и 82 одсто у Босни 1467—1469), али су хришћанске сипахије постепено нестајале због одузимања имовине или преласка у ислам.
Тимарски статус могао се наследити, али комади земље нису били наследни како би се избегло стварање било каквог стабилног земљопоседничког племства. Тимари нису били наследни све док није донета уредба 1585. Они који су се борили за статус тимара били су жестоко конкурентни и препрека за улазак је била велика. Сипахије су такође биле у сталној конкуренцији за контролу османске војске са класом јањичара.